# Superspeed 2
Il Superspeed 2 è un traghetto appartenente alla compagnia di navigazione norvegese Color Line.

## Servizio
Varato il 18 gennaio 2008 nel cantiere navale Aker Finnyards di Turku con il nome di Superspeed 2 e consegnato il 5 giugno successivo alla Color Line, prende servizio il 20 giugno nei collegamenti tra Larvik e Kristiansand, dove opera tutt'oggi. 
Dal 28 dicembre 2010 al febbraio del 2011 opera nei collegamenti tra Larvik, Hirtshals e Frederikshavn.

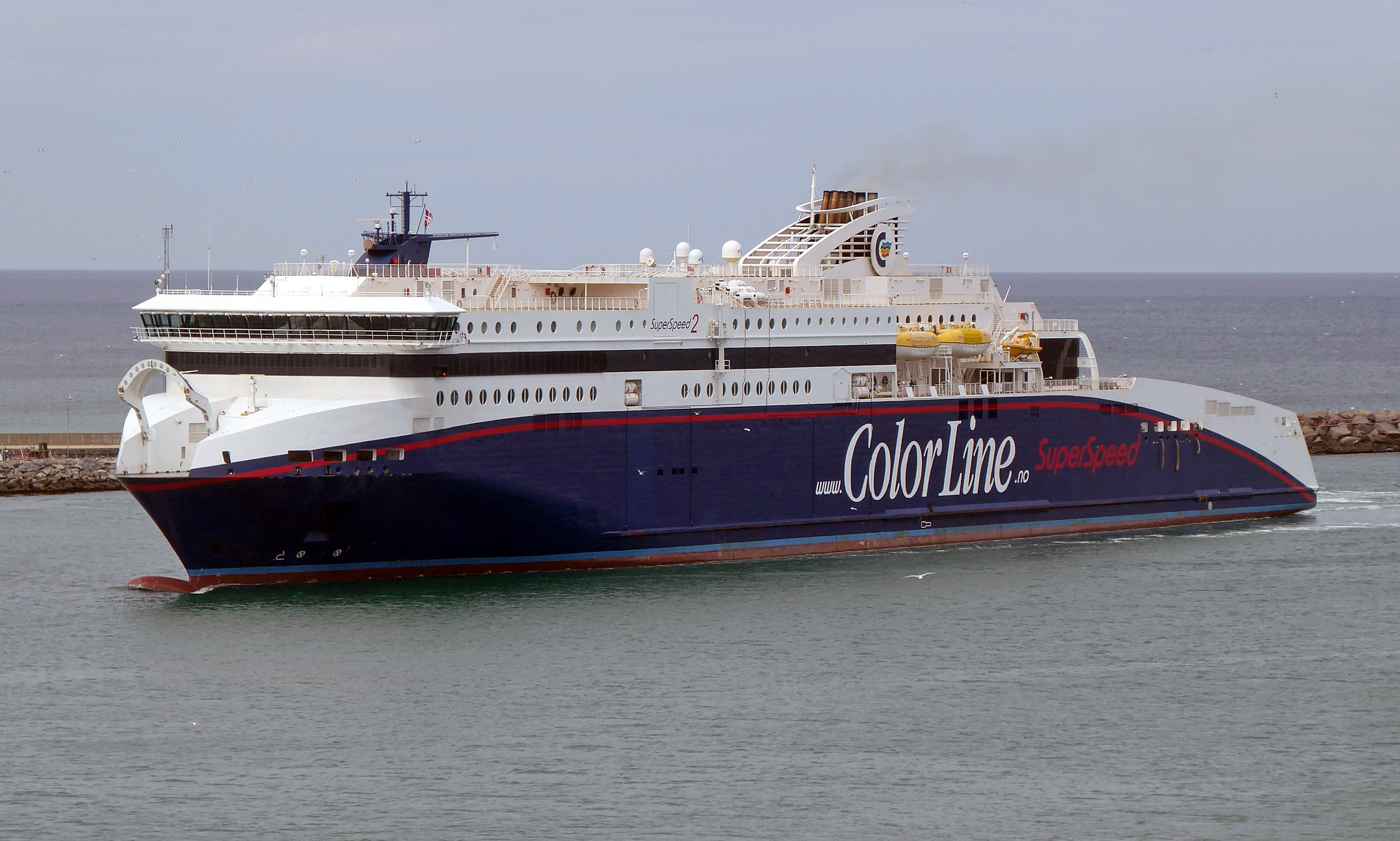
Il Superspeed 2 in evoluzione ad Hirtshals nel 2021.

Il 27 maggio 2023 entra in collisione con la banchina del porto di Hirtshals, riportando tuttavia danni allo scafo. Riparato a Frederikshavn, il 2 giugno torna regolarmente in servizio.

## Navi gemelle
- Superspeed 1